# Graaff-Reinet
Graaff Reinet é uma cidade do Cabo Oriental da África do Sul. É a quarta mais antiga cidade daquele país.

## Cidade Irmã
- Sete Lagoas, MG, Brasil
- Patos de Minas, MG, Brasil